# William Blount

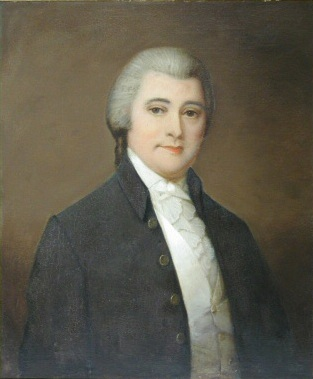
William Blount

William Blount (* 26. März 1749 bei Windsor, Bertie County, Province of North Carolina; † 21. März 1800 in Knoxville, Tennessee) war ein US-amerikanischer Politiker. Zwischen 1790 und 1796 war er Gouverneur des Südwest-Territoriums. Er war Mitglied des Kontinentalkongresses und von 1796 bis 1797 US-Senator für den Bundesstaat Tennessee.

## Frühe Jahre
William Blount wuchs noch während der britischen Kolonialzeit auf und besuchte die Schulen in New Bern. Während des Unabhängigkeitskrieges war er im Jahr 1777 Zahlmeister der Kontinentalarmee in North Carolina. Blount war auch an einer wichtigen Schlacht zur Verteidigung der Stadt Philadelphia beteiligt. Zwischen 1780 und 1784 war er Abgeordneter im Repräsentantenhaus von North Carolina; von 1782 bis 1787 saß er mehrfach im Kontinentalkongress. Im Jahr 1787 gehörte er der Kommission an, die die Verfassung der Vereinigten Staaten ausarbeitete. Später gehörte er auch zu den Unterzeichnern dieses Dokuments. Zwischen 1788 und 1790 war Blount Mitglied des Senats von North Carolina.

## Gouverneur im Südwest-Territorium
Im Jahr 1790 wurde William Blount von Präsident George Washington zum Gouverneur des neu geschaffenen Südwest-Territoriums ernannt. Aus diesem Gebiet entstand später der Staat Tennessee. Dieses Amt bekleidete Blount bis zur Staatsgründung von Tennessee im Jahr 1796. Gouverneur Blount verlegte die Hauptstadt des Territoriums nach Knoxville. Gleichzeitig mit seiner Tätigkeit als Territorialgouverneur amtierte Blount auch als Indianerbeauftragter der Bundesregierung in seinem Territorium. Im Vorfeld der Gründung von Tennessee war Blount im Jahr 1796 Vorsitzender der verfassungsgebenden Versammlung des zukünftigen Bundesstaates.

## US-Senator
Nach seiner Zeit als Territorialgouverneur wurde William Blount als Kandidat der Demokratisch-Republikanischen Partei zum ersten Class-2-Senator des Staates Tennessee im Kongress gewählt. Dieses Mandat trat er am 2. August 1796 an. Zur gleichen Zeit geriet er durch Fehlspekulationen bei Landkäufen im Westen Tennessees in finanzielle Schwierigkeiten. Dann war er aktiv an einem Plan beteiligt, nach dem die Creek- und die Cherokee-Indianer den Briten behilflich sein sollten, das damals spanische Westflorida zu erobern. Dieser Plan wurde aufgedeckt und als Hochverrat gegen die Vereinigten Staaten interpretiert. Als Resultat wurde Blount am 7. Juli 1797 aus dem Senat ausgeschlossen. Durch diesen Ausschluss wurde ein danach eingeleitetes Amtsenthebungsverfahren gegenstandslos.

## Weiterer Lebenslauf

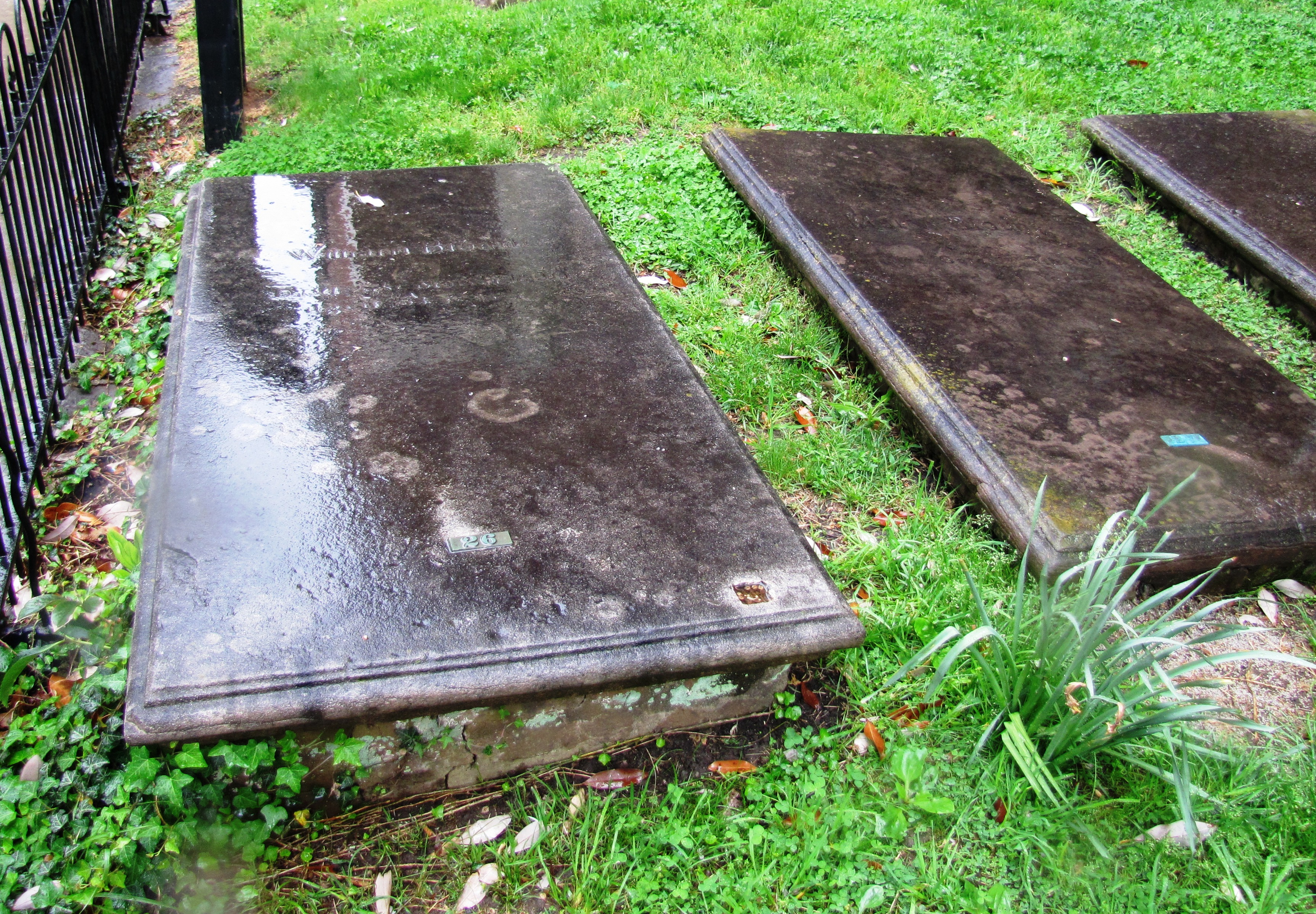
Blounts Grab in Knoxville

Trotz dieses Vorfalls wurde Blount im Jahr 1798 in den Senat von Tennessee gewählt und wurde dessen Präsident. Er starb am 21. März 1800 in Knoxville. Die nach ihm benannte William Blount Mansion ist heute ein Denkmal in Knoxville. Das Blount County in Tennessee wurde ebenfalls nach ihm benannt. Außerdem tragen noch heute einige Schulen seinen Namen.

## Familie
William Blount war mit Mary Grainger Blount verheiratet, nach der unter anderem das Grainger County in Tennessee benannt wurde. Der Sohn William Grainger Blount vertrat zwischen 1815 und 1819 den Staat Tennessee im Kongress und war Abgeordneter im Repräsentantenhaus des Staates. Sein Halbbruder Willie war von 1809 bis 1815 Gouverneur von Tennessee, sein Bruder Thomas war Veteran des Unabhängigkeitskrieges sowie zwischen 1793 und 1812 mehrfacher Kongressabgeordneter des Staates North Carolina.